# Altamirano Hv24
Altamirano Hv24 es un sitio arqueológico localizado en la Huasteca veracruzana, al norte del estado de Veracruz. Su desarrollo ocurrió en el período Preclásico temprano, y se trata de uno de los sitios arqueológicos más antiguos de Mesoamérica. En él han sido encontrados vestigios arqueológicos que datan del segundo milenio a. C., relacionados con los pueblos que posteriormente habrían de ser portadores de la cultura huasteca.
Altamirano (Hv24). Se localiza en la margen izquierda del río Pánuco, consiste de una pequeña loma comprendida en uno de los meandros del río. Geográficamente se ubica en 21°59′15″N 98°25′15″O, y presenta una altitud de 9 a 13 m s. n. m. Los terrenos en los que se ubica el asentamiento prehispánico están ocupados, desde la década de los años setenta, por el ejido “Amado Flavio Altamirano”, municipio de Pánuco, Veracruz.